# Chenopodium lobodontum
Chenopodium lobodontum là loài thực vật có hoa thuộc họ Dền. Loài này được H.Scholz mô tả khoa học đầu tiên năm 1999.